# シティスパイア・センター
シティスパイア・センター (CitySpire Center) は、ニューヨーク市マンハッタンに建つ超高層ビルである。

## 概要
このビルの所在地はミッドタウンの6番街と7番街の間の西56丁目の南側、150-156 西56丁目である。1987年に竣工し、高さは75階建ての248 m (814 ft) で、床面積は359,000平方フィート (33,400 m2)である。これは複合用途 (en) の超高層ビルとしてはニューヨーク市で一番の高さであった。このビルの所有者はen:Tishman Speyer Propertiesである。
ヘルムート・ヤーンによる設計で、下層の23階分は商業用途であり、それより上層は高級マンションとなっている。居住部はビルの上層に行くほど部屋が大きくなっている。
最上部のドームの構造上、風が通ると大きなノイズが発生したことで、竣工直後から近隣住民の苦情を受けた。デベロッパーは原因を調査し、冷却塔のルーバーを外すことでこの騒音はしなくなった。
このムーア建築 (en) 風のドームは、隣接する55丁目のニューヨーク・シティ・センター (en) へのオマージュとしてデザインされ、夜になるとイルミネーションで照らされる。このビルの形は変形八角形となっている。
完成前にこのビルの高さは規制値より14 ft (4 m) ほど高いことが判明し、その違反の補償としてデベロッパーはこのビルの隣りにニューヨーク市文化庁 (en) のためのダンススタジオを建設することになった。
竣工当時は世界で二番目に高いコンクリート塔だった。